# Miroslav Bulešić
Miroslav Bulešić (Čabrunići, Croacia, 13 de mayo de 1920 -  Lanišće, Croacia, 24 de agosto de 1947) fue un sacerdote católico croata. Estudió en Roma antes de ser llamado a su Croacia natal donde fue ordenado en 1943 durante la Segunda Guerra Mundial antes de ocupar dos puestos parroquiales donde se convirtió en un crítico vocal del comunismo . Renovó sus parroquias a través de actividades pastorales bien organizadas y fue un promotor de la recepción sacramental frecuente. Pero su crítica al comunismo lo vio ganarse enemigos que pronto lo atacaron y lograron matarlo.
Fue beatificado en Croacia el 28 de septiembre de 2013 al reconocerse que fue asesinado "in odium fidei" ("en odio a la fe"); El cardenal Angelo Amato presidió la beatificación en nombre del Papa Francisco.

## Biografía
Miroslav Bulešić nació el 13 de mayo de 1920 en Zabroni (Čabrunići), un pueblo de Istria , en ese momento en el Reino de Italia . Hijo de Miha Bulešić y Lucija Butković. Sus hermanos fueron María, Lucija, Zora y Beppo.  Recibió su bautismo el 23 de mayo de 1920 en la iglesia parroquial de Roveria (Juršići). En su infancia, aprendió por primera vez las verdades de la fe de un pequeño libro que había escrito el obispo Juraj Dobrila y el libro se centró en las necesidades espirituales de los fieles croatas.
Su educación inicial la pasó en Roveria, donde su maestro de educación religiosa fue el sacerdote Ivan Pavić. En 1930, decidió comenzar sus estudios para el sacerdocio y después de un breve período en Alojzjevišče en Gorizia (Gorica) comenzó sus estudios eclesiales en Capodistria (Koper) en 1931. Estuvo allí hasta 1939 después de haber hecho la escuela primaria de 1931 a 1936. y luego su liceo hasta 1939 cuando aprobó sus exámenes finales.  El padre Pavić le envió una carta de recomendación y dijo que era un seminarista "sabio, franco, piadoso y bueno" . En el otoño de 1939, el obispo de Parenzo-Pola (Poreč-Pula) Trifone Pederzolli lo envió a Roma .para estudios posteriores.
Estudió en la Gregoriana sus estudios filosóficos y teológicos desde el otoño de 1939 hasta el verano de 1943 durante la Segunda Guerra Mundial ; el Arzobispo de Zagreb Aloysius Stepinac le brindó apoyo financiero para sus estudios en la Gregoriana. De 1939 a 1940 vivió en la Academia Francesa pero pasó el resto de ese tiempo residiendo en el Seminario Pontificio Lombardo . El 31 de octubre de 1942 estuvo presente en la Basílica de San Pedro cuando el Papa Pío XII consagró el mundo al Inmaculado Corazón de María .

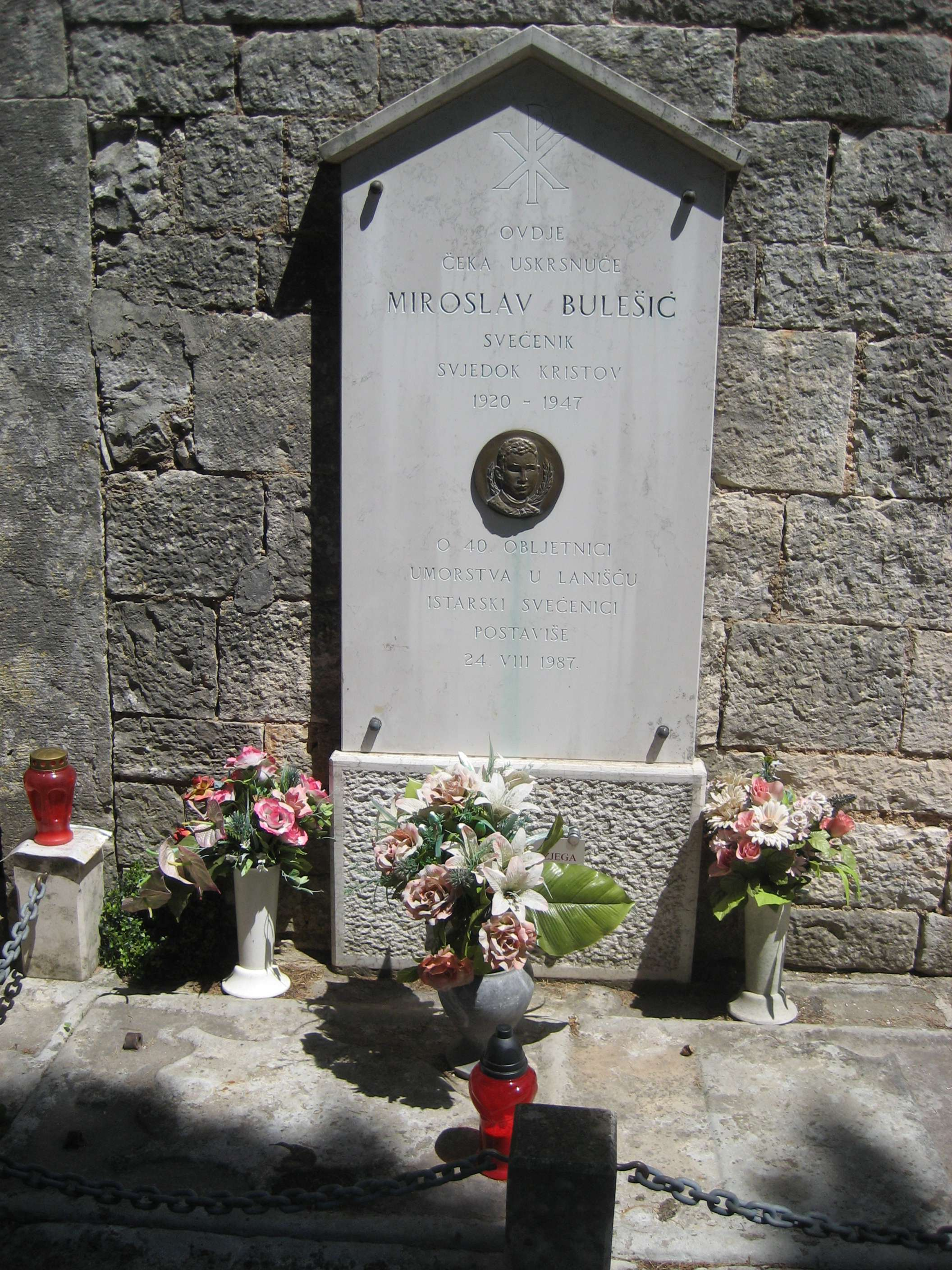
Tumba de 1958 a 2003.

Su obispo lo llamó más tarde al Estado Independiente de Croacia a principios de la primavera de 1943 para la ordenación y recibió su ordenación sacerdotal en Istria el 11 de abril de 1943 de manos de su obispo Raffaele Mario Radossi en la parroquia de Sanvincenti (Svetvinčenat).  Bulešić celebró su primera misa dos semanas después, el 26 de abril, en su antigua parroquia.  Fue asignado a la parroquia de Baderna en el otoño de 1943, donde las fuerzas partisanas y fascistas lucharon entre sí, pero luego fue trasladado a la parroquia de Canfanaro (Kanfanar) en el otoño de 1945.  Fue considerado audaz e intrépido, pero fue percibido como una gran amenaza y aludió a esto en 1944 en su diario. Las intervenciones de Bulešić en la vida parroquial hicieron que los eventos de la iglesia fueran más atractivos para la gente e introdujo la adoración al Sagrado Corazón de Jesús y al Inmaculado Corazón de María en la parroquia; animó a los feligreses a rezar rosarios juntos y recibir los sacramentos con frecuencia, más aún para los niños. Pero los comunistas querían evitar que los fieles asistieran a misas y así introdujeron bodas civiles y funerales, pero la gente siguió asistiendo a misas y escuchando las homilías de sus sacerdotes populares. En 1946, algunos comunistasestaban viendo a la gente entrar en fila a la parroquia y se dieron cuenta de que el sacerdote tenía que ser asesinado para que pudieran ejercer control sobre la gente.

El régimen incluso se acercó a sus familiares para que lo convencieran de regresar a la nación italiana , pero él se negó y les dijo: "Aquí hay una mayor necesidad de sacerdotes". Sus parientes también le aconsejaron que tuviera cuidado para que no lo mataran, pero él se negó a hacerlo. En 1946, fue nombrado vicedirector y maestro de seminaristas en Pazin y, a principios de marzo de 1947, devolvió una gran cruz a su lugar original en el atrio después de que unos vándalos desconocidos la quitaran.  A medida que pasaban las semanas, se hizo claro para él que podría ser atacado y asesinado y les dijo a sus seminaristas que ser sacerdote significaba que el derramamiento de su sangre por la fe era un atributo que un sacerdote debía poseer. A fines de junio de 1947, escribió en su diario dirigido a Dios :
"Si es Tu voluntad, deseo ir a Ti lo antes posible".
Desde el 19 de agosto de 1947, acompañó al delegado eclesial Monseñor Jakob Ukmar (1878–1971) a varias parroquias como Buzet para las celebraciones de Confirmación y el 23 de agosto celebró una de esas Misas.  Pero se interrumpió cuando los comunistas irrumpieron e intentaron detuvo la Misa pero corrió al tabernáculo y lo defendió. Estaba pálido pero tranquilo y dijo:
"Puedes pasar por aquí solo sobre mi cadáver"
A lo que los vándalos le preguntaron si tenía miedo de ir a Lanišće a lo que dijo: 
"Puedes morir solo una vez". 
Fue a Lanišće el 24 de agosto de 1947 para un servicio de Confirmación y después de la Misa, él y Ukmar fueron a la casa parroquial donde, quince minutos después, fueron confirmados otros que llegaron tarde a la Misa. Pero alrededor de las 11 de la mañana, varios simpatizantes comunistas irrumpieron en la casa y lo apuñalaron hasta matarlo varias veces en el cuello después de haberlo clavado al suelo.  Estaba cerca de la puerta cuando ocurrió el ataque mientras Ukmar huía a la habitación, pero un minuto después fue golpeado y dejado en un charco de sangre sobre los pobres, aunque los atacantes creían que estaba muerto. La sangre cubrió todas las paredes después del ataque y Bulešić gritó dos veces:
" Jesús, ¡toma mi alma!" 
El régimen no permitió que sus restos fueran enterrados en Svetvinčenant sino en Lanišće, aunque sus restos fueron reubicados más tarde en 1958 en el primero. Sus restos fueron enterrados nuevamente más tarde en 2003.

## Beatificación

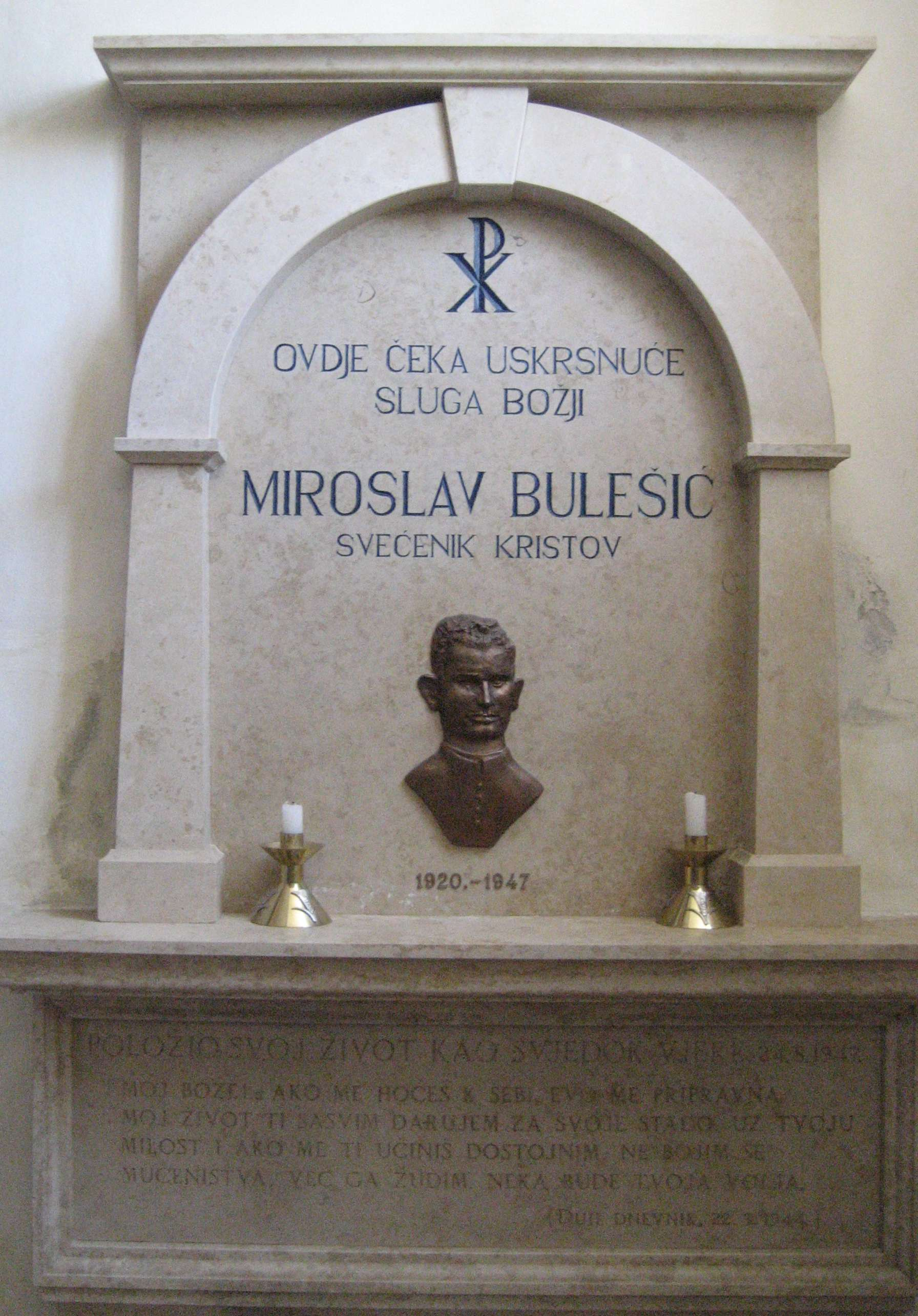
Tumba de 2003-presente

El proceso de beatificación comenzó bajo el Papa Juan Pablo II el 10 de agosto de 1992 después de que la Congregación para las Causas de los Santos emitiera el " nihil obstat " ("nada en contra" de la causa) y lo titulara como Siervo de Dios - fue el primer oficial etapa en el proceso. Hubo un esfuerzo para iniciar la causa en 1956, pero los comunistas lo prohibieron, por lo que se abrió un proceso informativo en Roma en 1957 antes de que la causa fuera trasladada al foro de Poreč-Pula el 28 de marzo de 2000 mientras se realizaba la investigación diocesana. El proceso diocesano duró desde el 24 de agosto de 1997 hasta el 11 de septiembre de 2004 y luego recibió CCS validado en Roma. La Positio fue enviada a la Congregación para las Causas de los Santos en 2010 y los teólogos aprobaron la causa el 30 de marzo de 2012. La CCS la aprobó también el 20 de noviembre de 2012 mientras que el Papa Benedicto XVI aprobó su beatificación el 20 de diciembre de 2012 tras confirmar que el difunto sacerdote murió "in odium fidei ("en odio a la fe"). La fecha de celebración de la beatificación se anunció el 12 de febrero de 2013.
Fue beatificado el 28 de septiembre de 2013 en Istria; El cardenal Angelo Amato presidió la celebración en nombre del Papa Francisco , quien se refirió a la beatificación el 29 de septiembre en su discurso del Ángelus . Asistieron alrededor de 670 sacerdotes y 17 000 peregrinos, al igual que el arzobispo de Belgrado , Stanislav Hočevar .
El actual postulador asignado a la causa es Monseñor Jure Bogdan.